# 에어닛폰

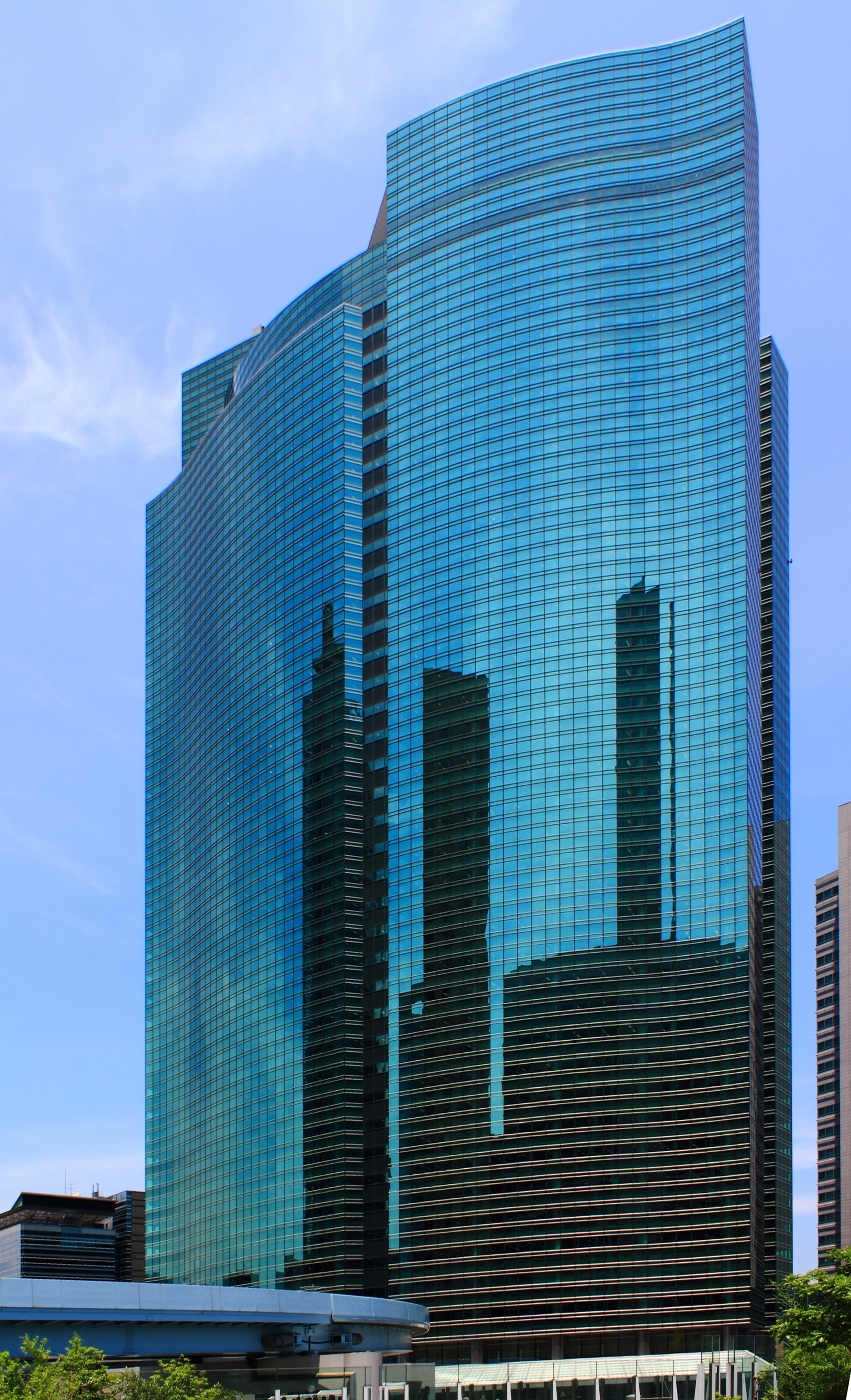
에어 닛폰의 본사

에어닛폰(영어: Air Nippon CO. LTD, 일본어: エアーニッポン株式会社)은 1974년에 설립된 일본의 과거 항공사이자 전일본공수의 과거 계열사로 도쿄 하네다 국제공항과 도쿄 나리타 국제공항을 허브 공항으로 사용했으며 2012년 전일본공수와 합병되면서 역사 속으로 사라졌다.

## 역사
1974년 3월 일본 근거리 항공으로 설립된 뒤 같은 해 11월에 요코하마 항공과 합병되었고 이후 1983년에 보잉 737 여객기를 도입했으며 1987년 4월에 현재의 사명으로 변경되었다. 
1992년에는 에어버스 A320 여객기를 도입한 이후 1994년 12월에는 대만 타오위안 국제공항과 후쿠오카 공항을 잇는 국제선이 최초로 신설되었고 그 뒤 2000년 12월에 보잉 737-500을 도입했으며 2004년 4월에 전일본공수 그룹 국내선의 편명을 ANA 편명으로 통합했다. 
그리고 2006년 1월에 나고야 주부 국제공항에서 타오위안 국제공항을 잇는 자사 정기 국제선이 신설되었고 2008년 6월에 보잉 737-800을 도입했으나 2012년 4월 1일 전일본공수와 합병되면서 설립된지 38년만에 운영을 중단했다.

## 과거 보유 기종
- 2011년 11월 기준으로 에어닛폰 다음과 같은 기종을 보유하고 있었다.[1]

| 기종                | 대수 | 좌석(이코노미) | 비고 |
| ------------------- | ---- | -------------- | ---- |
| 보잉 737-500        | 5    | 126            |      |
| 보잉 737-700        | 16   | 120            |      |
| 보잉 737-800        | 16   | 167            |      |
| 봄바디어 대쉬 Q 300 | 5    | 56             |      |

## 사진

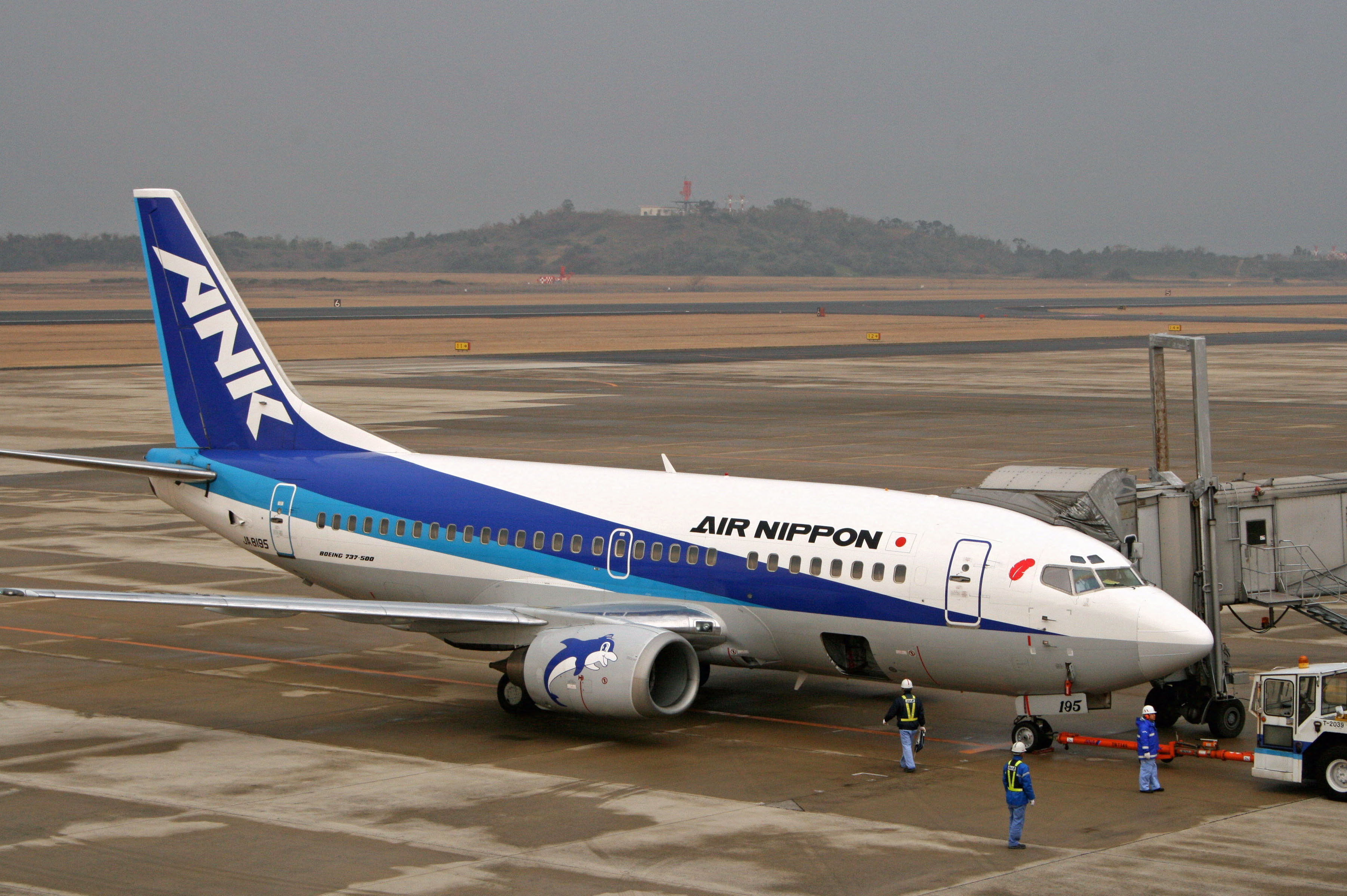
에어닛폰의 보잉 737-500 (퇴역)
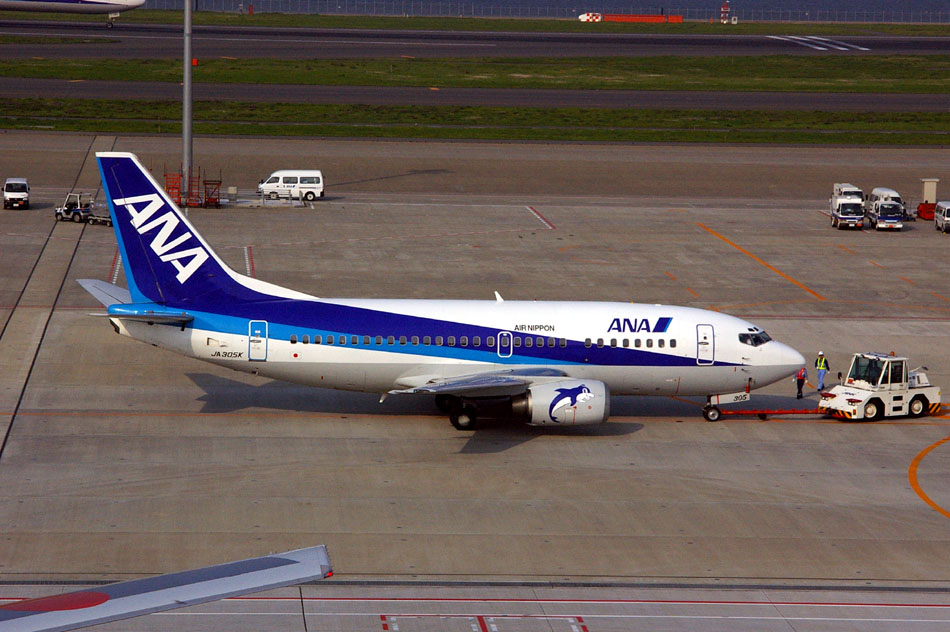
에어닛폰의 보잉 737-500 (퇴역)
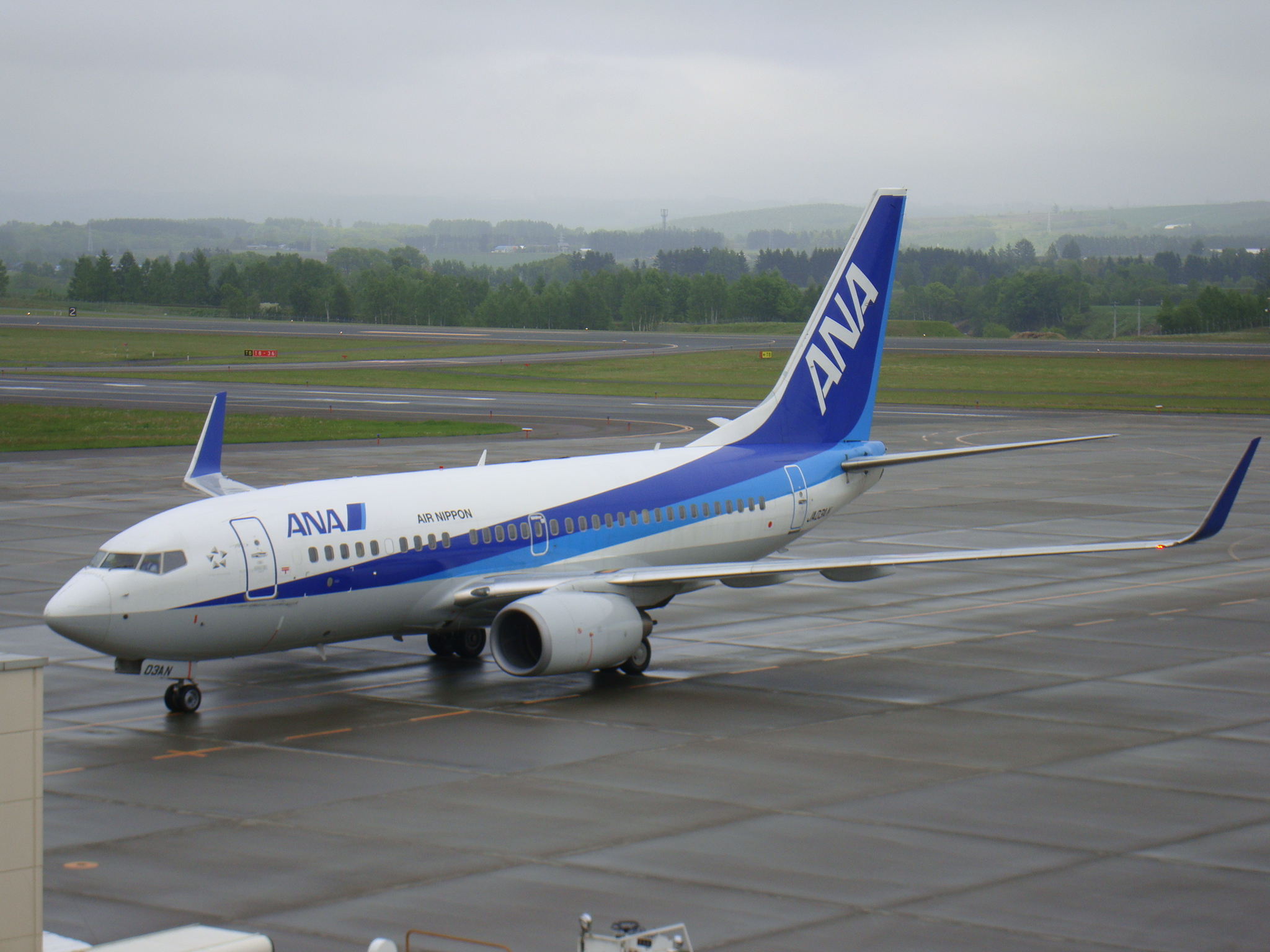
에어닛폰의 보잉 737-700 (퇴역)
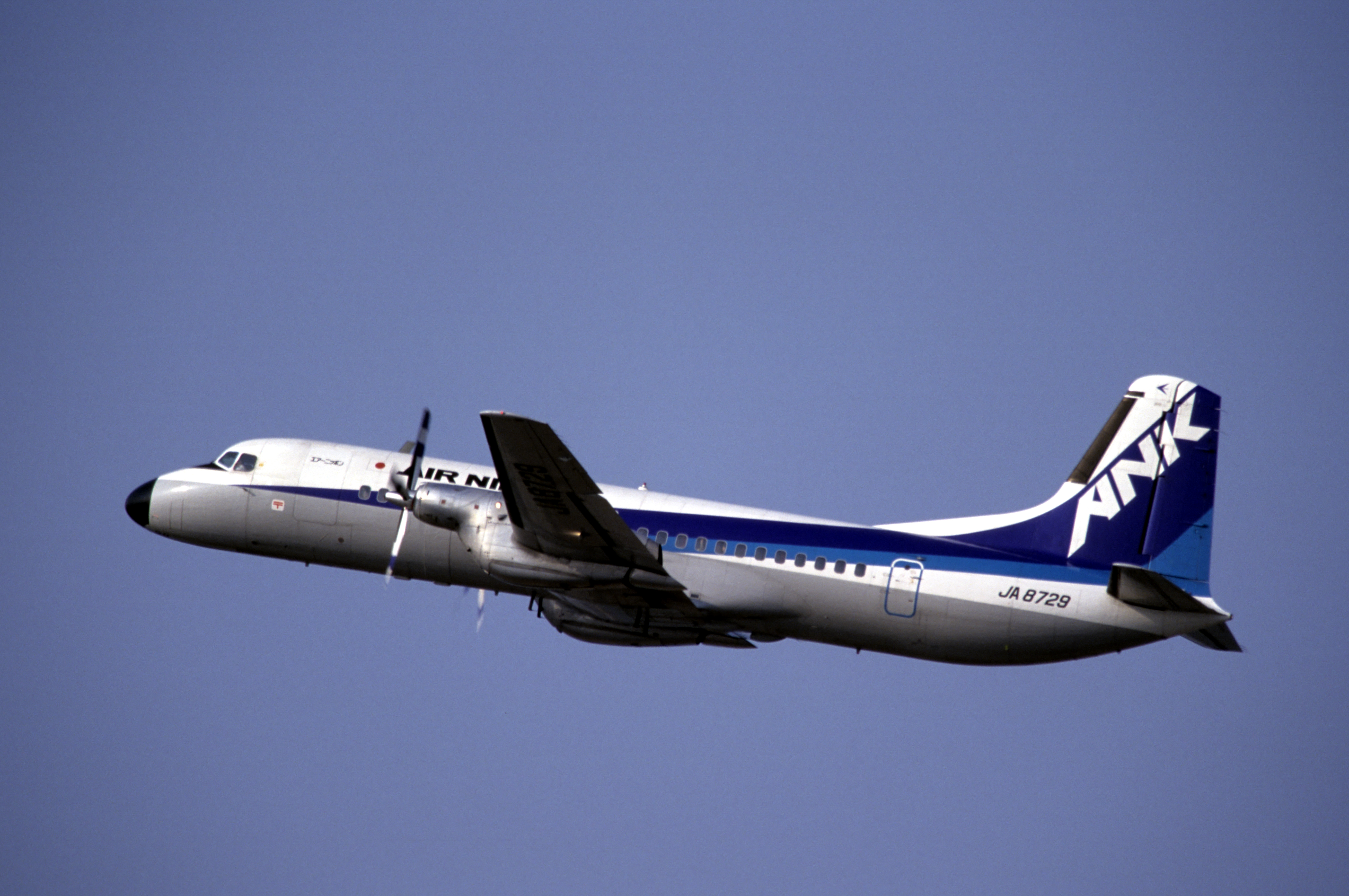
에어닛폰의 일본항공기제조 YS-11